# Америчка хорор прича: Деликатно
Дванаеста сезона америчке телевизијске серије Америчка хорор прича, поднасловљена Деликатно, темељи се на књизи Деликатно стање Данијеле Валентајн, поставши прва сезона серије која не прати оригиналну радњу.

## Улоге
- Ема Робертс као Ана Викторија Алкот
- Мет Зукри као Декстер Хардинг
- Ким Кардашијан као Шивон Корбин
- Кара Делевин као Ајви Еренрајх
- Анабела Декстер Џоунс као Сонја Шокрос и Аделајн Хардинг
- Микејла Џеј Родригез као Николет
- Денис О’Хер као др Ендру Хил
- Џули Вајт као Мејвис Причер
- Маз Али као Камал

## Епизоде
| Део 1 |   |  |                      |              |                     |  |       |
| 124   | 1 |  | Џесика Ју            | Халеј Фајфер | 20. септембар 2023. |  | 0,454 |
| 125   | 2 |  | Џенифер Линч         | Халеј Фајфер | 27. септембар 2023. |  | 0,318 |
| 126   | 3 |  | Џенифер Линч         | Халеј Фајфер | 4. октобар 2023.    |  | 0,366 |
| 127   | 4 |  | Џон Џеј Греј         | Халеј Фајфер | 11. октобар 2023.   |  | 0,358 |
| 128   | 5 |  | Џон Џеј Греј         | Халеј Фајфер | 18. октобар 2023.   |  | 0,239 |
| Део 2 |   |  |                      |              |                     |  |       |
| 129   | 6 |  | Бредли Бекер         | Халеј Фајфер | 3. април 2024.      |  | 0,243 |
| 130   | 7 |  | Џенифер Линч         | Халеј Фајфер | 10. април 2024.     |  | 0,312 |
| 131   | 8 |  | Џенифер Линч         | Халеј Фајфер | 17. април 2024.     |  | 0,158 |
| 132   | 9 |  | Гвинет Хордер Пејтон | Халеј Фајфер | 24. април 2024.     |  | 0,232 |